# Dion Ørnvold
Dion Erhardt Ørnvold (født 17. oktober 1921 i København, død 23. januar 2006 i Kongens Lyngby) var en dansk fodboldspiller.
Ørnvold var med til at vinde DM med KB flere gange. 
Ørnvold debuterede på det danske landshold 1947 på Ullevaal i Oslo mod Norge, en kamp som Danmark vandt 5-3. 
Ørnvold spillede i alle Danmarks fire kampe ved OL i London 1948 og var med til at vinde bronzemedaljer. Tre år efter OL blev han professionel i Italien ligesom seks andre fra bronzeholdet. Da Dansk Boldspil-Union ved denne tid ikke tillod professionelle i landsholdet, sluttede landsholdskarrieren 1951 i en landskamp i Idrætsparken mod Østrig som sluttede 3-3. Ørnvold spillede 18 A-landskampe og 1 U-21 landskamp. Han var anfører i fem kampe 1949-50.
Ørnvold spillede i to år 22 kampe i den italienske Serie A med Ferrara-klubben SPAL 1907. 